# サンドゲイト
サンドゲイト (Sandgate) は、ブリスベン中心部から北16km（車で約30分, 電車で45分以内の距離）に位置するオーストラリア連邦クイーンズランド州ブリスベン郊外の沿岸区域である。
- 人口：約50,000人
- 行政：ブリスベン市議会

## 地理
モートン湾に面する沿岸部に位置し、ホートン・ハイウェイ・ブリッジ（南半球最長の橋）により、北部とレッドクリフ南部が結ばれている。
サンドゲイトは美しいビーチを持つ。ビーチは遠浅の砂浜で前方に位置するモートン島の内海であるためにゴールドコースト、ヌーサビーチのような波はほとんどない。遊泳ができないわけではないが、遊泳している人はほとんどいない。ビーチ近辺は遊歩道がレッドクリフ南部接続部近辺からサンドゲート・ショーンクリフ地区迄ジョギング・散歩コース・バーベキューの場として整備されており、近隣住人たちに愛用されている。ビーチ沿いには自治体運営の公衆プールがある。早朝にはビーチで愛犬との散歩・乗馬を楽しむ人たちもいる。
ショーンクリフ地区には水道の整備された桟橋があり、釣りを楽しむ人々も多い。

## 地名
イングランド、ケントの地名にちなむと考えられる。

## 歴史
比較的早くから入植が開始されていたと思われる。　町中心付近のロータリーにはサンドゲート出身の従軍兵士への慰霊碑が置かれる。

## 交通
- QR（クイーンズランド鉄道）：シティ・トレイン
- バス

## 生活
サンドゲートステーションから西側には銀行、スーパーマーケットなど商業施設が充実しており、ひっそりとした駅周辺が多いブリスベン近郊の他の鉄道駅と比較すると車がない場合でも生活がしやすい。また、車では街中心部から約30分、空港まで約30分と良好なアクセス性を持つ。
　